# The Old Way
The Old Way è un film del 2023 diretto da Brett Donowho.

## Trama
Nel 1878 nel Territorio del Montana, il pistolero fuorilegge Colton Briggs uccide per legittima difesa un uomo sotto gli occhi del figlio, James McAllister, appena bambino.
Vent'anni dopo, Colton è un uomo cambiato: sotto l'influenza della moglie Ruth, è diventato un rispettabile commerciante con un emporio e una piccola fattoria, e ha cresciuto una figlia dodicenne di nome Brooke. Un giorno, mentre Colton accompagna la figlia a scuola, quattro uomini con a capo James McAllister arrivano alla fattoria e uccidono Ruth lasciando un messaggio scritto con il sangue sul muro del fienile prima di andarsene.
Quando Colton e Brooke tornano a casa trovano lo sceriffo Franklin Jarret che li informa della morte di Ruth. Dopo la sepoltura Jarret si rifiuta di rivelare a Colton i nomi dei criminali e gli vieta di mettersi sulle loro tracce per cercare di farsi giustizia da solo, perché è un compito che compete solo a lui che è un uomo di legge. Colton invece, appena partito lo sceriffo con i suoi vice, riprende le sue vecchie pistole e insieme alla figlia parte alla caccia degli assassini della moglie.
Quando Colton e Brooke raggiungono Jarret e i suoi uomini li trovano feriti, vittime di un'imboscata da parte della banda di McAllister. Colton minacciando di torturare uno dei vice costringe lo sceriffo a rilevare tutto quello che sa: l'uomo responsabile della morte di Ruth si chiama James McAllister e la banda è diretta a una città di confine, Santa Rosa. Lui stesso, come sceriffo, è sulle loro tracce anche per recuperare una grossa quantità di pesos prima che i criminali riescano a fuggire in Messico.
Giunti a Santa Rosa Colton prevede un agguato e Brooke, per vedere in faccia gli assassini e riferire al padre chi sono, si offre di entrare da sola in paese convinta di non essere riconosciuta. Purtroppo James si ricorda di lei per averla vista andare a scuola e riconosce anche la sella del suo cavallo, prendendola in ostaggio. Colton, non vedendo tornare la figlia, entra a sorpresa in paese e riesce a uccidere cinque membri della banda. Restano solo James McAllister e un suo uomo che ha un fucile puntato su Brooke. Quando si trovano uno di fronte all'altro James rivela a Colton tutto il suo odio per lui che gli ha ucciso il padre e gli offre due scelte: se Colton prova a sparare su James l'uomo con il fucile su Brooke la ucciderà, se invece Colton si lascia ammazzare Brooke sarà salva.
Colton rapidamente estrae e uccide l'uomo con il fucile sulla figlia ma non ha il tempo di puntare la pistola anche verso James McAllister che gli spara al petto. Mentre James esulta per la sua vittoria, Brooke prende la pistola del padre e lo vendica uccidendo James.
Più tardi, Jarret arriva e concorda con Brooke di dire a tutti che Colton Briggs è morto da eroe arrestando i criminali, in cambio la ragazza avrebbe taciuto sul fatto che lui si sarebbe tenuto i soldi della banda McAllister. Tuttavia, a insaputa di Jarret, la maggior parte del denaro era stata trasferita da James, proprio sotto gli occhi di Brooke, nelle bisacce della sua sella. La ragazza chiede proprio quella sella alla proprietaria del locale, la carica sul suo cavallo e torna verso casa.

## Produzione
Le riprese del film si sono svolte in Montana. 

## Distribuzione
The Old Way è stato distribuito da Saban Film nelle sale a partire dal 6 gennaio 2023. 

## Accoglienza
Sull'aggregatore di recensioni Rotten Tomatoes registra un indice di gradimento del 32%, con un voto medio di 5.10 su 10 basato su 59 recensioni.